# Фролова Тетяна Іллівна
Фролова Тетяна Іллівна (уродж. Кноль; 22 квітня 1941, с. Білозірка, Тернопільська область — 7 березня 2021, Львів) — українська незряча поетеса, педагогиня, громадська діячка.

## Біографія
Народилася в с. Білозірка Кременецького району Тернопільської області. Була дванадцятою дитиною. Народилася за два місяці перед війною. На другому році життя втратила зір. Жила в селі, аж доки сільський вчитель математики Мартиненко М. П. сказав, що у Львові є школа для сліпих дітей, куди й поїхала вчитися Тетяна.
Після закінчення школи для не зрячих працювала на підприємстві у щітковому цеху. А увечері вчилася на філологічному факультеті Львівського університету.
Закохалась у сліпого юнака Фелікса Фролова, пішла проти волі батьків, вийшла заміж. Сімейне життя не склалося так, як хотілося. Після 10 років співжиття вони розвелися.  Переїхала з дітьми на нову квартиру. Щодня ходила на роботу в школу для сліпих, а весь позаробочий час присвячувала вихованню синів Леоніду, Генадію, Олександру, яких ніколи не бачила.
Працювала вчителькою, писала статті в газету для інвалідів «Повір у себе», 33 роки співала в ансамблі для сліпих «Струмочок».
У 1995 році редакторка Ю. Бірюкова кілька її віршів передала по Львівському радіо. Вірші Тетяни почув сліпий бандурист та лірник Лайош Молнар, угорець із закарпатської Берегівщини, який на кілька її віршів поклав музику та долучив до свого репертуару. А восени вони одружилися.
Знайшовши давні вірші написані крапками (шрифтом Брайля), які надрукували на машинці українським правописом, заніс до друку.
В 1996 році появилася перша збірка Т. Фролової «Виклик долі» із 70 віршами, а у 1997 році вийшла друга збірка — «Повінь», яка містить 63 вірші та дитячу п'єсу «Ой, хто, хто Миколая любить».
Потім Лайош і Тетяна видали аудіокасету «Аеліта» з піснями Лайоша і супровідними віршами Тетяни.
Час від часу приїжджала до села, де народилася з творчими виступами. Побувала у селах Білозірка, Лопушне, Чернихівці, де мала творчу зустріч з читачами.

## Творчість

### Поетичні збірки[4]
- «Виклик долі» (1996);
- «Повінь» (1997);
- «Солоспів» (1998);
- «Зачерпніть води в долоні» (1999);
- «У вітру на крилі» (2003);
- «Любові не зречуся» (2003);
- «Зачароване коло» (2003);
- «Щоб не згасла свічка» (2004);
- «Сік дикої грушки» (2005);
- «Таїна» (2006);
- «По той бік серця» (2008).

### Прозові твори
- «Слід Сингалевича» (1999);
- Автобіографічна трилогія «Поклонюся землі»,
- «Стежка від воріт» (1999),
- «Під каштанами»,
- «В широкий світ»;
- «Тернова доля» (2002);
- «Дума про час» (2003);
- «Шлях до покаяння» ("2007).

### Казки
- «Казка за казкою» (2000);
- «Крижана дівчина»,
- «По землі ходила казка»(2001);
- «Ходімо зі мною у казку»,
- «Зимова казка» (2002);
- «Казки з моря»;
- «Бабусина скриня»,
- «Котилася торба»,
- «Млин» (2005);
- «Розкажи казку»,
- «Коли надворі дощ» (2006);
- «Казки в кошику» (2007);
- «Казки до сніданку» (2008).